# Rödskär (ö i Finska viken, Ryssland)
Rödskär (ryska: Родшер, finska: Ruuskeri) är en rysk holme i Finska viken. Holmen ligger omkring 16 km västsydväst Hogland. Det är den västligaste ryska punkten i Finska viken.
Före 1944 var Rödskär en finsk utö i Viborgs län. En fyr uppfördes på holmen 1818. Fyren blev ombyggd 1886.